# Kenyakolonin
Kenyakolonin, formellt Kolonin och protektoratet Kenya, var en brittisk besittning i Kenya. Den skapades då det tidigare Brittiska Östafrika 1920 blev en kronkoloni. Tekniskt sett, syftade "Kolonin Kenya" på inlandet, medan den 10 engelska mil långa kustremsan (som hyrdes från Sultanen av Zanzibar) var "Protektoratet Kenya". Dock sköttes både kolonin och protektoratet som en enda enhet. Mombasa, som 1921 var största staden, hade då 32 000 invånare.
Indier i Kenyakolonin invände mot inflyttningen av européer till White Highlands, och bitterheten ledde till spänning mellan indier och européer. 1921 uppskattades folkmängden till 2 376 000, invånare, av vilka 9 651 var européer, 22 822 indier, och 10 102 araber. 
1963 uppnåddes självständighet, efter avtal med britterna, och namnet ändrades till bara Kenya.

### Fotnoter
1. ↑  ”Penultimate adventures with ... - William Roger Louis, Harry Ransom Humanities Research Center - Google Books”. Books.google.com. http://books.google.com/books?id=9PnCooFNDTAC&pg=PA265&dq=indians+kenya+railways&hl=en&sa=X&ei=GfXrTtqkHeWqiAKrw6yyBA&ved=0CEQQ6AEwAw#v=onepage&q=indians%20kenya%20railways&f=false. Läst 17 december 2011.